# Todiramphus cinnamominus
El alción micronesio (Todiramphus cinnamominus) es una especie de ave coraciforme de la familia Halcyonidae endémica de las islas de Guam, Pohnpei y Palaos. Una de las subespecies, el alción de Guam, está extinta en la naturaleza y se encuentra únicamente en cautividad dentro de un programa de conservación, debido a la introducción de la serpiente arbórea marrón en la isla.

## Taxonomía y descripción
Se reconocen tres subespecies de alción micronesio, cada una restringida a una isla o un pequeño grupo de islas:

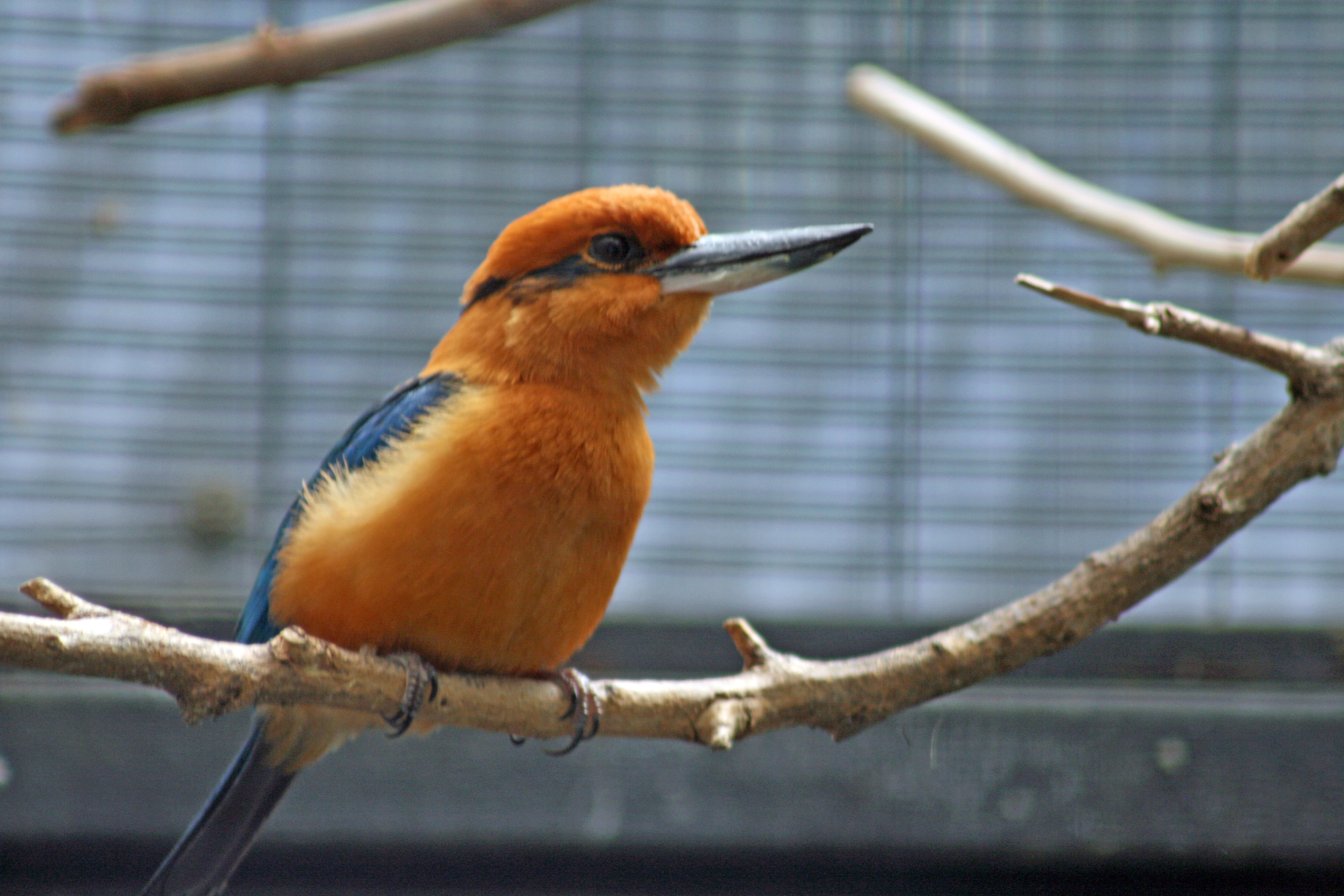
Macho de T. c. cinnamominus del programa de reproducción en cautividad en el zoológico de San Diego.

- T. c. cinnamominus, la subespecie nominal, de Guam;
- T. c. reichenbachii, presente en Pohnpei;
- T. c. pelewensis, de Palaos.

Además algunos expertos clasifican al extinto y enigmático alción de Ryukyu, conocido por un solo espécime, como otra subespecie (T. c. miyakoensis).
Las subespecies se distinguen principalmente por variaciones en el plumaje y la talla, siendo la de palaos la de menor tamaño y la de Guam la de mayor. Tiene colores brillantes y mide entre 20–24 cm de largo. Su espalda es de color azul iridiscente y la cabeza de tonos color canela. Los adultos de Pohnpei y Palaos se caracterizan por tener las partes inferiores de color blanco, mientras que los juveniles las tienen color canela. En cambio los machos adultos de Guam tienen las partes inferiores color canela, y las hembras y los juveniles las tienen blancas. Todas las subespecies tienen un gran pico aplanado lateralmente y las patas oscuras. Las llamadas de los alciones micronesias varían en cadencia y tono entre islas.

## Comportamiento
Los alicones micronesios son generalistas terrestres de medios forestales que tienden a ser bastante sigilosos. En Pohnpei puede observarse a estas aves buscando alimento en los límites de los bosques y posados en los cables telefónicos, mientras que son menos visibles en las islas de Palaos. Construyen sus nidos tanto en cavidades excavadas en árboles de madera blanda como en termiteros arbóreos en Guam, mientras que solo anidan el los termiteros en Pohnpei. Los aliciones micronesios defienden permanentemente sus territorios como parejas y como grupos familiares. Ambos sexos cuidan de los polluelos, y algunos juveniles se quedan con sus padres durante la siguiente temporada de cría en Pohnpei.

## Estado de conservación

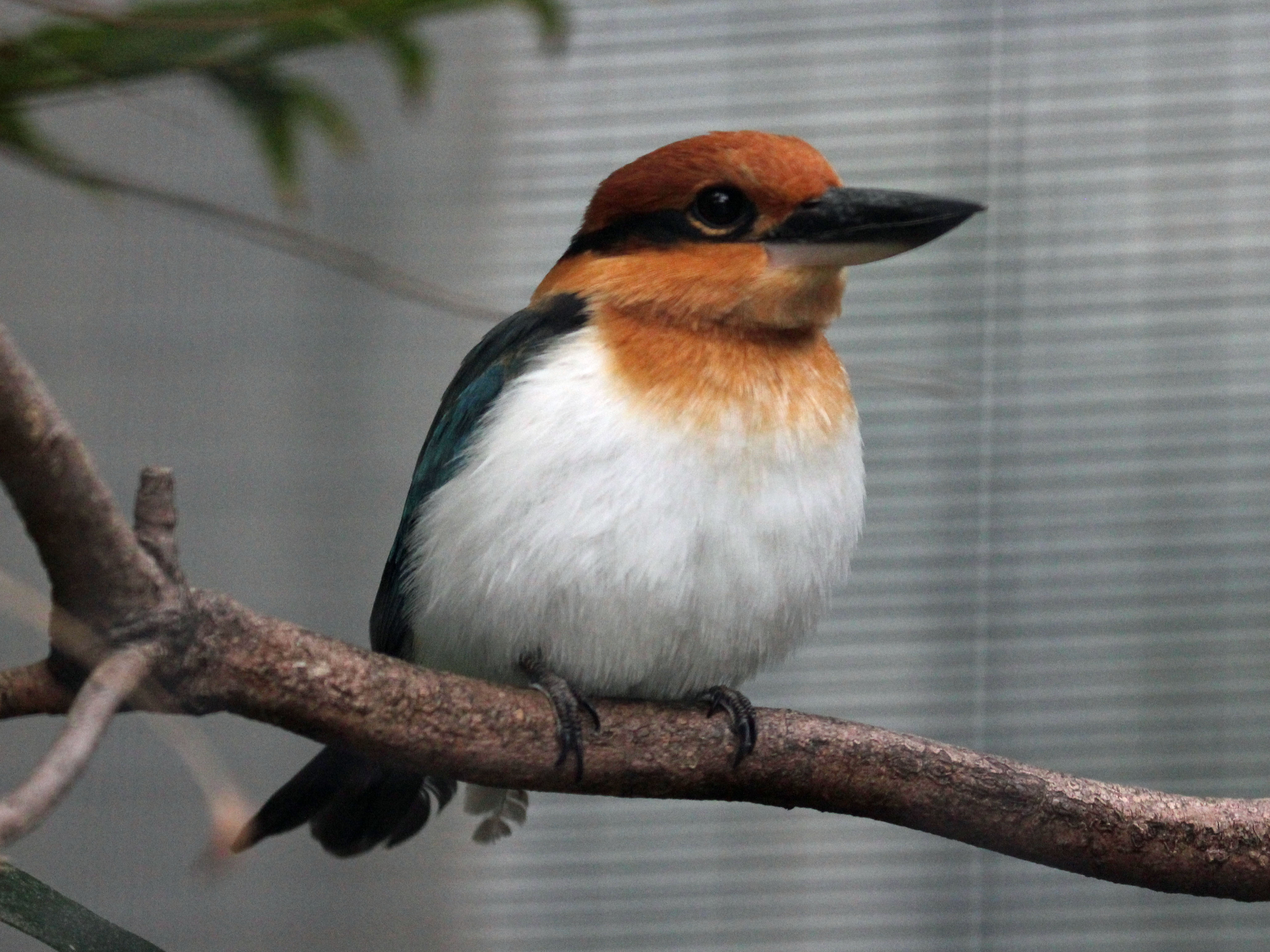
Hembra de T. c. cinnamominus en cautividad.

Dos subespecies de alción micronesio afrontan serias amenazas. La población de alción micronesio de Guam se ha extinguido en estado silvestre tras la introducción de la serpiente arbórea marrón, y está clasificada como especie en peligro de extinción por las autoridades estadounidenses. Solo queda una población cautiva de alción de Guam de menos de un centenar de individuos, en 2006, distribuida entre Guam y EE. UU. en instalaciones para su cría. Existen planes para la reintroducción de los alciones de Guam a la naturaleza en los pocos bosques que quedan en Guam cuando las serpientes estén controladas. Como otras especies de aves de la isla de Pohnpei la población de alción micronesio está en declive, alrededor del 63% entre 1983 y 1994 según los censos. La causa de la disminución de las poblaciones de aves en Pohnpei aún no ha sido identificada. Se ha publicado muy poco sobre el estado de conservación de las poblaciones de alción micronesio en Palaos, aunque el US Fish and Wildlife Service realiza censos de aves en la región.

## Subespecies
- T. c. cinnamominus
- T. c. reichenbachii
- T. c. pelewensis